# 小辛庄乡
小辛庄乡，是中华人民共和国河北省石家庄市辛集市下辖的一个乡镇级行政单位。

## 行政区划
小辛庄乡下辖以下地区：
小辛庄村、大辛庄村、北李庄村、小章村、南宋村、北宋村、丁家庄村、程王庄村、王山口村、巨家庄村、东庄里村、东枣营村、西枣营村和杨家庄村。